# 조완기
조완기(1982년 6월 21일 ~ )는 대한민국의 배우이다.

## 학력
- 호서대학교 연극과

## 출연작

### 영화
- 《부러진 화살》 (2012년) - 고승민 역
- 《두 번의 결혼식과 한 번의 장례식》 (2012년) - 사고차 운전자 역
- 《26년》 (2012년) - 고참경찰 역
- 《변호인》 (2013년) - 기웅 역
- 《쎄시봉》 (2015년) - 재필 역
- 《탐정: 더 비기닝》 (2015년) - 석환 역
- 《방 안의 코끼리》 (2016년) - 경철 역
- 《밀정》 (2016년) - 루비크체포경찰 역
- 《스플릿》 (2016년) - 선글라스남 역
- 《더 킹》 (2017년) - 두일부하 역
- 《옥자》 (2017년) - 미란도 직원 역
- 《아이 캔 스피크》 (2017년) - YBM 상담사 역
- 《특별시민》 (2017년) - 광고회사직원 역
- 《아일라》 (2018년) - 아일라 아빠 역
- 《검객》 (2020년) - 칼자국 자객 역
- 《야당》 (2025년)

### 드라마
- 《로드 넘버원》 (2010년, MBC) - 박홍기 역
- 《사랑하길 잘했어》 (2010년, KBS2)
- 《싸인》 (2011년, SBS)
- 《내 마음이 들리니》 (2011년, MBC) - 경찰 역
- 《딴따라》 (2016년, SBS) - 작곡가 역
- 《임진왜란 1592》 (2016년, KBS2)
- 《안투라지》 (2016년, tvN)
- 《불어라 미풍아》 (2016년, MBC) - 마케팅 3팀 직원 역
- 《역적 : 백성을 훔친 도적》 (2017년, MBC)
- 《내일 그대와》 (2017년, tvN)
- 《보이스》 (2017년, OCN) - 김규환 역 (조현병환자 인질)
- 《맨투맨》 (2017년, JTBC)
- 《아버지가 이상해》 (2017년, KBS2) - 중희의 연기 선생 역
- 《이판사판》 (2017년, SBS) - 서용수 역
- 《라이브》 (2018년, tvN) - 김민석 경사 역
- 《미스터 션샤인》 (2018년, tvN)
- 《운명과 분노》 (2018년, SBS) - 김석진 역
- 《빙의》 (2019년, OCN) - 배도령 역
- 《달리는 조사관》 (2019년, OCN) - 이정완 역
- 《본대로 말하라》 (2020년, OCN) - 노상철 역
- 《(아는 건 별로 없지만) 가족입니다》 (2020년, tvN) - 영식 역
- 《트레인》 (2020년, OCN) - 우재혁 역
- 《며느라기》 (2020년, 카카오TV) - 무구일 역
- 《지리산》 (2021년, tvN) - 김재경 역 (특별출연)
- 《돼지의 왕》 (2022년, 티빙) - 김종빈 역
- 《사냥개들》 (2023년, 넷플릭스) - 김준민 역
- 《나의 완벽한 비서》 (2025년, SBS) - 지윤의 아버지 역